# Almoez Ali
Almoez Ali Zainalabedeen Mohamed Abdulla (Arabisch: المعز علي زين العابدين محمد عبد الله; Khartoem, 19 augustus 1996) is een profvoetballer die als aanvaller speelt voor Qatar Stars League-ploeg Al-Duhail, waarvan hij de aanvoerder is. Hij is geboren in Soedan en speelt voor het nationale team van Qatar.
Ali maakte deel uit van de Qatarese ploeg die de 2019 de AFC Asian Cup won, waarbij hij negen doelpunten maakte en topscoorder van het toernooi werd. Hij speelde tevens in alle groepswedstrijden van organiserend land Qatar op het WK voetbal 2022.

## Clubcarrière
Ali werd geboren in Soedan en verhuisde als kind naar Qatar. Hij begon te spelen voor Al-Mesaimeer toen hij 7 jaar oud was, en verhuisde vervolgens naar de Aspire Academy (sportacademie voor Qatarese atleten). Vervolgens speelde hij bij het jeugdelftal van Lekhwiya SC, de voorloper van Al-Duhail. In 2015 maakte hij kortstondig deel uit van de jeugdopleiding van de Belgische club KAS Eupen.
In juli 2015 kreeg Ali een eerste profcontract bij het seniorenteam van de Oostenrijkse club LASK. Zijn eerste en enige competitiedoelpunt voor het eerste team van de club maakte hij op 27 november 2015 tegen Floridsdorfer AC. In januari 2016 verliet hij de Oostenrijkse club en sloot hij zich aan bij Cultural Leonesa, dat in de Segunda División B (het Spaanse derde niveau) speelde. Op 3 april 2016 scoorde hij zijn eerste doelpunt voor Cultural Leonesa in een 1-0 overwinning op Arandina, waarmee hij de eerste Qatarese voetballer ooit werd die scoorde in een Spaanse competitie.
Ali sloot zich aan het begin van het seizoen 2016-17 weer aan bij zijn voormalige jeugdclub Lekhwiya SC. Hij scoorde zijn eerste doelpunt voor de club op 27 september 2016 in een 5-4 overwinning tegen Muaither. In dat seizoen maakte hij in 25 optredens in totaal 8 doelpunten en gaf 8 assists. Hij werd hiervoor bekroond als de beste U23-speler van het seizoen nadat zijn club, mede door zijn bijdrage, de Qatar Stars League won.
In het daaropvolgende seizoen maakte Almoez Ali deel uit van het nieuw omgedoopte Al-Duhail, toen zijn oude club werd samengevoegd met El Jaish. Sindsdien heeft Ali al 129 wedstrijden gespeeld voor Al-Duhail waarin hij 42 keer scoorde. In het seizoen 2017-18 en 2019-20 werd Ali opnieuw Qatarees landskampioen met de club en won hij tweemaal de Qatarese beker.

## Interlandcarrière
Almoez Ali maakte zijn onofficiële debuut voor het nationale elftal van Qatar in een vriendschappelijke wedstrijd tegen Bahrein in december 2013. Deze wedstrijd werd niet erkend door de FIFA.
In de daaropvolgende jaren kwam Ali uit voor het O19- en O20-team van Qatar. Met het O19-team won hij in 2014 het Aziatisch kampioenschap voetbal onder 19 in Myanmar, en met het O20-team nam hij in 2015 deel aan het Wereldkampioenschap voetbal onder 20 in Nieuw-Zeeland.
Op 8 augustus 2016 maakte Almoez Ali zijn officiële debuut voor het nationale team als invaller, in de met 2-1 gewonnen wedstrijd tegen Irak. Op het Aziatisch kampioenschap voetbal onder 23 in 2018 werd Ali met 6 doelpunten topscoorder van het toernooi en speelde hij een belangrijke rol in de derde plaats van Qatar.

### 2019 AFC Asian Cup
Ali werd door zijn goede prestaties bij Al-Duhail geselecteerd voor de selectie van Qatar voor de AFC Asian Cup van 2019. In de eerste groepswedstrijd van Qatar wist hij meteen te scoren tegen Libanon. In de volgende wedstrijd tegen Noord-Korea scoorde hij vier goals in een tijdsbestek van 51 minuten, waarmee hij de op één na snelste tijd had om tot vier goals op de Asian Cup te komen (na de Iraniër Ali Daei). In de laatste groepswedstrijd, tegen Saudi-Arabië, scoorde Ali beide doelpunten in de 2-0 overwinning en werd hij gedeeld topscoorder aller tijden van de groepsfase in de AFC Asian Cup. Hij brak ook Mansour Muftah's record van vijf doelpunten voor het nationale team van Qatar op de AFC Asian Cup.
In de halve finale tegen de Verenigde Arabische Emiraten scoorde Ali zijn achtste doelpunt van het toernooi tijdens de 4-0 overwinning, waarmee hij het doelpuntenrecord op de Asian Cup van Ali Daei uit 1996 evenaarde.
In de finale maakte Ali met een omhaal het eerste doelpunt in de 3-1 overwinning van Qatar tegen Japan. Hiermee werd hij niet alleen topscoorder van het toernooi, maar heeft hij ook alleen het record van meeste doelpunten op een Asian Cup. Mede door Ali's doelpunten won Qatar voor het eerst in haar historie de Asian Cup.

#### Geschil over nationaliteit
Op 30 januari 2019, kort na de 4-0 nederlaag in de halve finale van de 2019 AFC Asian Cup, diende de voetbalbond van de Verenigde Arabische Emiraten een formeel beroep in bij de AFC over de toelating van de in Soedan geboren Almoez Ali en de in Irak geboren Bassam Al-Rawi. De VAE beweerde dat ze niet in aanmerking konden komen om voor Qatar te spelen gebaseerd op artikel 7 van het FIFA-statuut, waarin staat dat een speler in aanmerking komt om voor een landenteam te spelen als hij "na het bereiken van de 18-jarige leeftijd ten minste vijf jaar onafgebroken op het grondgebied van de betreffende bond heeft gewoond". Er werd beweerd dat Almoez niet ten minste vijf jaar onafgebroken in Qatar had gewoond boven de leeftijd van 18 jaar, hoewel de speler beweerde dat zijn moeder in Qatar was geboren. Op 1 februari 2019 verwierp de tuchtcommissie van de AFC et protest van de voetbalbond van de Verenigde Arabische Emiraten zonder verder commentaar of uitleg. In augustus 2020 werd de zaak definitief beslecht door het CAS, waarbij de VAE het beroep tegen de beslissing van de AFC verloor.

### Copa América 2019
Nadat Qatar in 2019 als gast werd uitgenodigd om deel te nemen aan de Copa América, speelde Ali alle groepswedstrijden van het land op dit toernooi. Op 16 juni 2019 scoorde Ali in Qatar's 2-2 gelijkspel met Paraguay.

### CONCACAF Gold Cup 2021
Qatar mocht als Aziatisch kampioen in 2021 ook deelnemen aan de CONCACAF Gold Cup in de Verenigde Staten. Ali werd opgenomen in de Qatarese selectie, dat uiteindelijk in de halve finales werd uitgeschakeld door de Verenigde Staten. Ali scoorde vier doelpunten in vijf wedstrijden en werd daarmee topscoorder van toernooi.

### FIFA Wereldkampioenschap voetbal 2022
In 2022 mocht Qatar als gastland voor het eerst in haar geschiedenis meedoen aan het wereldkampioenschap voetbal. Ali behoorde tot de selectie van Qatar en speelde alle drie de groepswedstrijden, maar scoorde hierin niet.

## Statistieken

### Club
Tot en met 10 mei 2023
| Club                     | Seizoen | Competitie                | Competitie | Competitie | Nationale beker | Nationale beker | Internationaal | Internationaal | Overig  | Overig | Totaal  | Totaal |
| Club                     | Seizoen | Divisie                   | Wedstr.    | Goals      | Wedstr.         | Goals           | Wedstr.        | Goals          | Wedstr. | Goals  | Wedstr. | Goals  |
| ------------------------ | ------- | ------------------------- | ---------- | ---------- | --------------- | --------------- | -------------- | -------------- | ------- | ------ | ------- | ------ |
| FC Pasching/LASK Linz II | 2015    | Oostenrijkse Regionalliga | 4          | 5          | —               | —               | —              | —              | —       | —      | 4       | 5      |
| LASK                     | 2015–16 | Oostenrijkse 2. Liga      | 7          | 1          | 2               | 0               | —              | —              | —       | —      | 9       | 1      |
| Cultural Leonesa         | 2016    | Segunda División B        | 10         | 1          | —               | —               | —              | —              | —       | —      | 10      | 1      |
| Al-Duhail SC             | 2016–17 | Qatar Stars League        | 25         | 8          | 2               | 0               | 7              | 1              | 2       | 0      | 36      | 9      |
| Al-Duhail SC             | 2017–18 | Qatar Stars League        | 16         | 7          | 3               | 2               | 10             | 2              | 3       | 1      | 32      | 12     |
| Al-Duhail SC             | 2018–19 | Qatar Stars League        | 18         | 3          | 3               | 0               | 5              | 1              | 1       | 0      | 27      | 4      |
| Al-Duhail SC             | 2019–20 | Qatar Stars League        | 19         | 7          | 2               | 2               | 6              | 3              | 2       | 1      | 29      | 13     |
| Al-Duhail SC             | 2020–21 | Qatar Stars League        | 20         | 6          | 3               | 0               | 6              | 0              | 4       | 1      | 33      | 7      |
| Al-Duhail SC             | 2021–22 | Qatar Stars League        | 17         | 7          | 3               | 2               | 5              | 2              | 0       | 0      | 25      | 11     |
| Al-Duhail SC             | 2022–23 | Qatar Stars League        | 14         | 4          | 1               | 0               | 3              | 0              | 4       | 0      | 22      | 4      |
| Totaal                   | Totaal  | Totaal                    | 154        | 50         | 17              | 6               | 42             | 9              | 16      | 3      | 234     | 68     |

### Land
|                               | Wedstrijden | Doelpunten |
| ----------------------------- | ----------- | ---------- |
| Vriendschappelijke interlands | 48          | 14         |
| WK-kwalificatie               | 12          | 6          |
| AFC Asian Cup 2019            | 7           | 9          |
| Copa América 2019             | 3           | 1          |
| Gold Cup 2021                 | 5           | 4          |
| WK 2022                       | 3           | 0          |
| Arabian Gulf Cup              | 2           | 0          |
| Totaal                        | 80          | 34         |

## Prijzen
Al-Duhail
- Qatar Stars League: 2016–17, 2017–18, 2019–20
- Emir of Qatar Cup: 2018, 2019
- Qatar Cup: 2018
- Sheikh Jassim Cup: 2016

Qatar U19
- Aziatisch kampioenschap O19: 2014

Qatar
- AFC Aziatische kampioenschap: 2019
- West-Aziatisch kampioenschap voetbal: 2014

Individual
- Topscoorder AFC Aziatisch kampioenschap O23: 2018
- Topscoorder AFC Asian Cup: 2019
- Beste speler AFC Asian Cup: 2019
- AFC Asian Cup Team of the Tournament: 2019
- IFFHS AFC Men's Team of the Decade 2011–2020
- CONCACAF Gold Cup Gouden Schoen: 2021
- CONCACAF Gold Cup Best XI: 2021

1 Al-Sheeb ·
2 Miguel ·
3 Hassan ·
4 Waad ·
5 Salman ·
6 Hatem ·
7 Al-Aaeldin ·
8 Assadalla ·
9 Muntari ·
10 Al Haidos  ·
11 Afif ·
12 Boudiaf ·
13 Kheder ·
14 Ahmed ·
15 Al-Rawi ·
16 Khoukhi ·
17 Mohammad ·
18 Muneer ·
19 Ali ·
20 Al-Hajri ·
21 Hassan ·
22 Barsham ·
23 Madibo ·
24 Al-Hadhrami ·
25 Gaber ·
26 Meshaal ·
Coach: Sánchez